# Csutkafarkú rigó
A csutkafarkú rigó (Enicurus scouleri) a madarak osztályának a verébalakúak (Passeriformes) rendjéhez és a  légykapófélék (Muscicapidae) családjához tartozó faj.

## Rendszerezése
A fajt Nicholas Aylward Vigors ír zoológus írta le  1832-ben. Tudományos faji nevét John Scouler skót természettudós tiszteletére kapta.

## Előfordulása
Afganisztán, Banglades, Bhután, India, Kazahsztán, Kína, Kirgizisztán, Mianmar, Nepál, Pakisztán, Tajvan, Tádzsikisztán, Üzbegisztán és Vietnám területén honos. 
Természetes élőhelyei a szubtrópusi vagy trópusi síkvidéki esőerdők, folyók és patakok környékén. Állandó, nem vonuló faj.

## Megjelenése
Testhossza 14 centiméter, testtömege 12-18 gramm.
|  |

## Természetvédelmi helyzete
Az elterjedési területe rendkívül nagy, egyedszáma pedig stabil. A Természetvédelmi Világszövetség Vörös listáján nem fenyegetett fajként szerepel.